# Parvilacerta parva
Parvilacerta parva gehört zur Gattung der Zwergeidechsen (Parvilacerta). Das Artepitheton parva kommt aus dem lateinischen und bedeutet klein.

## Verbreitung und Lebensraum
Die Eidechse lebt im östlichen und zentralen Bereich des asiatischen Teils der Türkei sowie in Teilen Armeniens. Sie bevorzugt trockene und gebirgige Regionen mit spärlicher Vegetation in Höhen von 800 bis 2.400 Meter, kommt aber auch auf von Rindern beweideten Flächen vor.

## Merkmale
Parvilacerta parva erreicht eine Kopf-Rumpf-Länge von 6,5 cm, adulte Männchen sind nur unwesentlich länger als weibliche Exemplare. Die Tiere haben einen grauen und hellbraunen Rücken mit schwarzen und weißen Flecken. Okzipital finden sich einige, manchmal vereinigte schwarze Flecken, die eine schwarze Linie bis zu den Vorderbeinen bilden. Oft sind blaue Ozellen (Augenflecken) in der Schulterregion und häufig bei den Männchen blaue oder grüne und bei den Weibchen weißliche Ozellen auf den Flanken vorhanden. In der Mitte des Rückens sind die Tiere heller als an den Seiten. Supratemporale und subokulare Linie sind hell. Die ventrale Seite ist gelb-weißlich, bei den Männchen mit blauen oder grünen Flecken.
Gewöhnlich finden sich bei den Männchen 27, bei den Weibchen 29 präsakrale Wirbel. Die dorsalen Körperschuppen sind klein und stark gekielt, etwa 30 bis 45 liegen in einer Querreihe in der Körpermitte. Bei Parvilacerta parva sind zwei Postnasalschuppen vorhanden. Die Präanalschuppen sind klein und gewöhnlich von zwei Halbkreisen kleinerer Schuppen umgeben.
Der Schädel von Parvilacerta parva hat gegenüber anderen paläarktischen Echten Eidechsen einige besondere Merkmale. Der Hirnschädel ist relativ groß, die Gehörknöchelchen klein. Es wurden Tiere mit einer Unterkieferlänge von bis zu 11,8 mm gefunden.

## Lebensweise und Fortpflanzung
Diese Zwergeidechsen treten nach der Kältestarre von Mitte April bis Ende September auf. Während der Paarung verbeißt sich das Männchen in der Flanke und den Schenkeln des Weibchens. Bis zu drei Gelege jährlich, das erste Ende Juni bis Anfang Juli, umfassen je etwa 2–5 Eier. Jungtiere kommen ab Ende Juli vor. Die Tiere werden nach der zweiten Winterstarre geschlechtsreif.